# Ömer Lütfi Ömerbaş
Ömer Lütfi Ömerbaş (* 18. Juli 1914 in Trabzon; † 13. Januar 2000) war ein türkischer Jurist und von 1967 bis 1971 Vizepräsident des Verfassungsgerichts.

## Laufbahn
Ömerbaş schloss im Jahr 1936 sein juristisches Studium an der Universität Ankara ab und wurde ab 1938 als Richter tätig. 1949 wurde er als Berichterstatter zum Kassationshof berufen und 1957 zum Mitglied des Kassationshofs ernannt.
Im Jahr 1962 wurde er dann zum ordentlichen Mitglied des Verfassungsgerichts ernannt und am 11. Februar 1967 zum Vizepräsidenten gewählt. Dieses Amt hatte er bis zum 2. März 1971 inne, am 18. Juli 1979 ging er in Rente.